# Biserica Sfinții Arhangheli Mihail și Gavriil din Ițcani

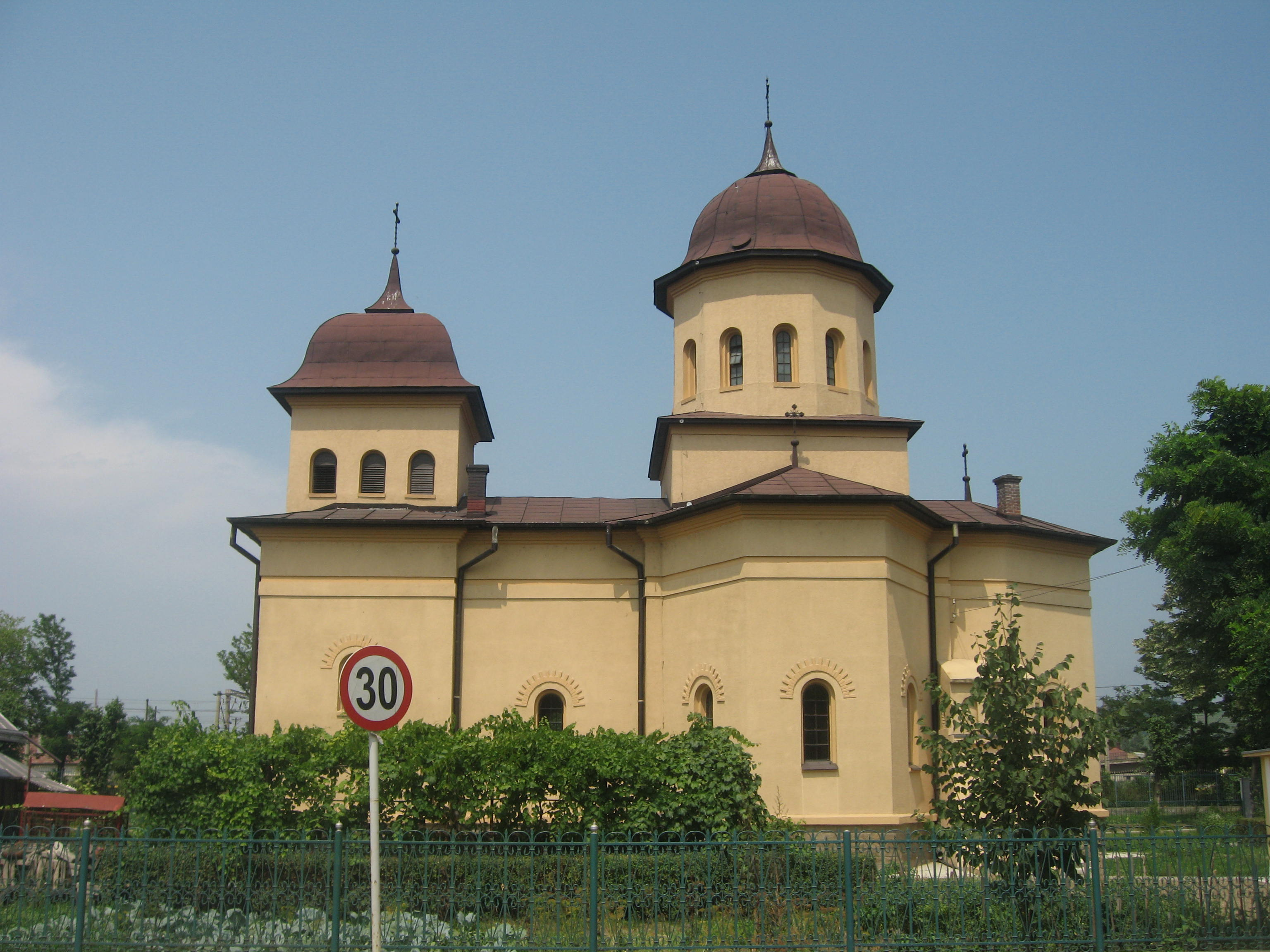
Biserica Sfinții Arhangheli Mihail și Gavriil din Ițcani

Biserica „Sfinții Arhangheli Mihail și Gavriil” din Ițcani este o biserică ortodoxă construită între anii 1933-1938 de către credincioșii ortodocși români din satul Ițcani-Gară (astăzi cartier al municipiului Suceava). Ea se află situată pe Strada Gării nr. 17, în apropiere de Gara Suceava Nord și de Parcul Gării Ițcani.

## Istoric

### Comunitatea ortodoxă din Ițcani
Până la primul război mondial, în satul Ițcani (localitate de frontieră între Imperiul Austro-Ungar și Regatul României, formată în jurul Gării Ițcani) nu existau locuitori de etnie română, populația fiind formată din germani, poloni și evrei. În sat existau o biserică romano-catolică, o biserică luterană și o sinagogă, dar nici o biserică ortodoxă.
După Unirea Bucovinei cu România, unii locuitori de etnie neromână s-au repatriat în țările lor, stabilindu-se aici români din satele din apropiere pentru a lucra la Gara și Depoul de locomotive din Ițcani. Denumirea localității a fost schimbată din Ițcani (în germană Itzkany) în Aron Pumnul, după numele cărturarului român mort la Cernăuți.
În anul 1930, populația satului Ițcani-Gară era de 1.708 locuitori, dintre care 592 germani (34,66%), 413 evrei (24,18%), 403 români (23,59%), 124 ruteni (7,25%), 102 polonezi (5,97%), 46 ruși (2,69%), 19 cehi și slovaci, 6 unguri, 2 sârbi, croați sau sloveni și 1 armean.  După religie, locuitorii satului erau grupați astfel: 534 romano-catolici (31,26%), 414 mozaici (24,23%), 411 ortodocși (24,06%), 180 evanghelici (luterani) (10,53%), 160 greco-catolici (9,36%) și 9 fără religie (liber-cugetători). 

### Biserica ortodoxă din Ițcani
Deoarece cea mai apropiată biserică ortodoxă era la o distanță de câțiva kilometri (Biserica Adormirea Maicii Domnului din Ițcani), între anii 1933-1938, la inițiativa preotului Mihail Sârbu și a directorului școlii din Ițcani-Gară, Mihail Șeltes (Scheltys), și pe cheltuiala credincioșilor din satul Aron Pumnul și a Mitropoliei Bucovinei (cu sediul la Cernăuți) a fost construită în apropierea gării o biserică cu hramul "Sf. Arhangheli Mihail și Gavriil" (sărbătorit la 8 noiembrie). Biserica a fost sfințită la data de 2 octombrie 1938.
Între anii 1969-1970, biserica a fost pictată cu sprijinul și pe cheltuiala credincioșilor de către un colectiv de pictori format din arhimandritul Sofian Boghiu, Petre Județ și frații Mihail și Gavriil Moroșan, preot-paroh fiind Victor Vedeanu. Cu acest prilej, deasupra intrării din pridvor în pronaos s-a pictat următoarea pisanie: "Această sf. biserică cu hramul Sf. Arh. Mihail și Gavriil, s-a clădit între anii 1933-1938, la inițiativa preotului Mihail Sîrbu și dir. școlar Șeltes Mihail pe cheltuiala credincioșilor și a Mitropoliei Bucovinei. S-a sfințit în 2 octombrie 1938. S-a pictat între anii 1969-1970 sub arhipăstorirea Î.P.S. Iustin Moisescu mitropolitul Moldovei și Sucevei, preot paroh Vedeanu Victor, cu sprijinul și cheltuiala credincioșilor, de către colectivul de pictori, arhim. Sofian Boghiu, Petre Județ și frații Moroșan Mihail și Gavriil."
Parohia "Sf. Arhangheli Mihail și Gavriil" din Ițcani (Parohia Ițcani I) a avut ca filie între anii 1948-1990 Biserica "Sf. Apostoli" din Ițcani (fosta biserică luterană).  Aceasta din urmă s-a desprins în anul 1990 devenind parohie cu denumirea de Parohia Ițcani II.

## Imagini

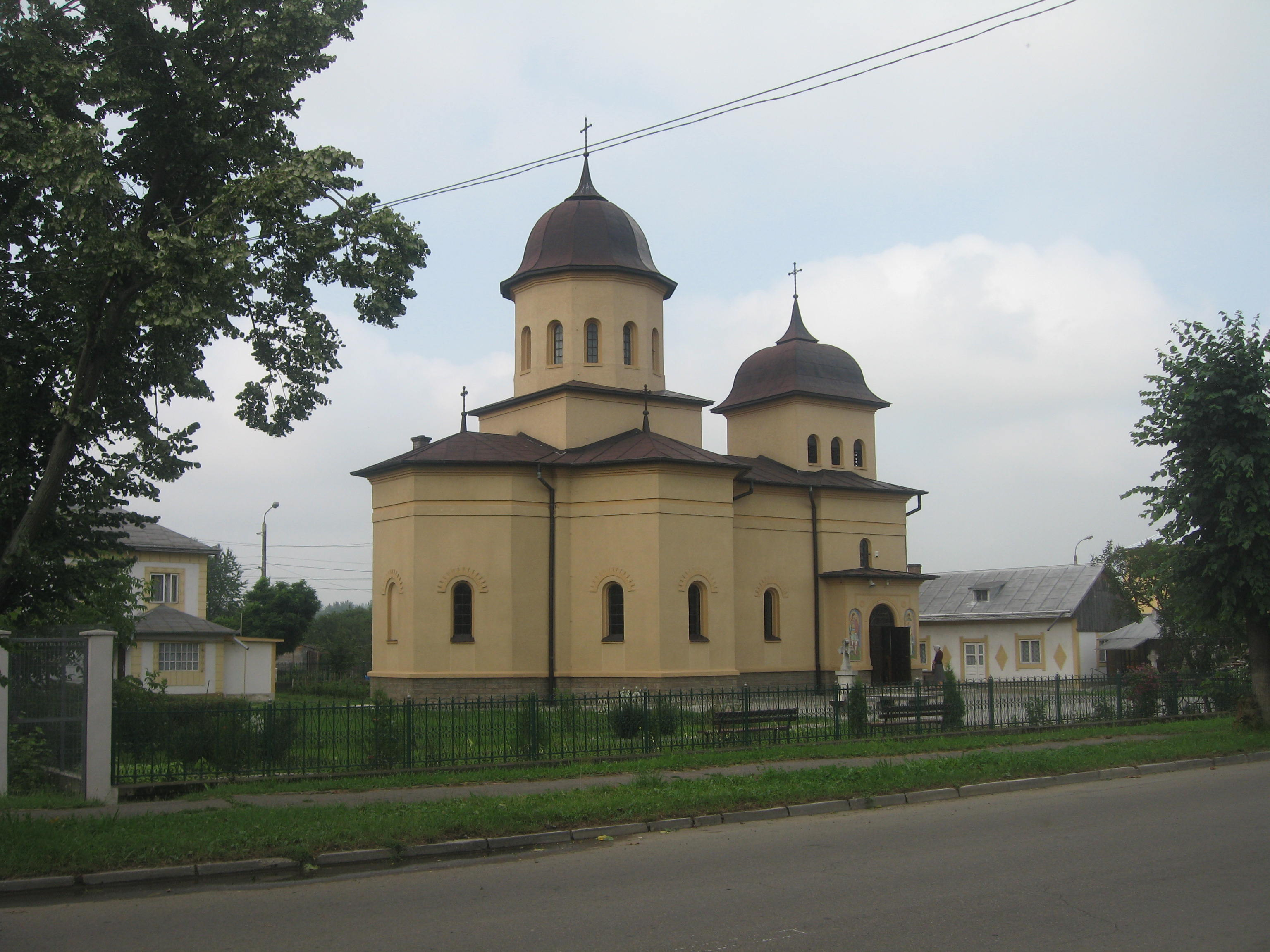
Biserica văzută dinspre nord-est
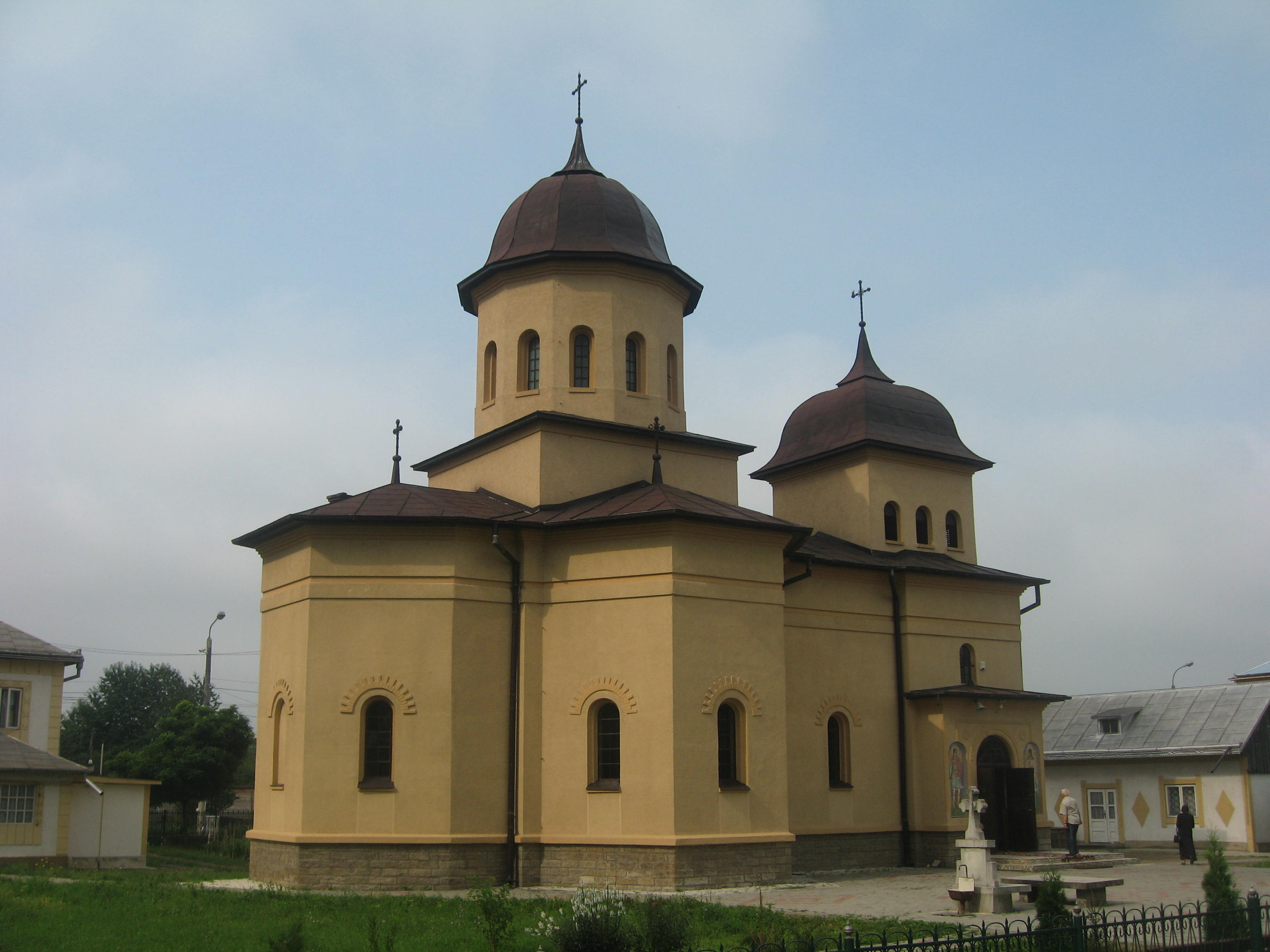
Biserica văzută dinspre nord-est
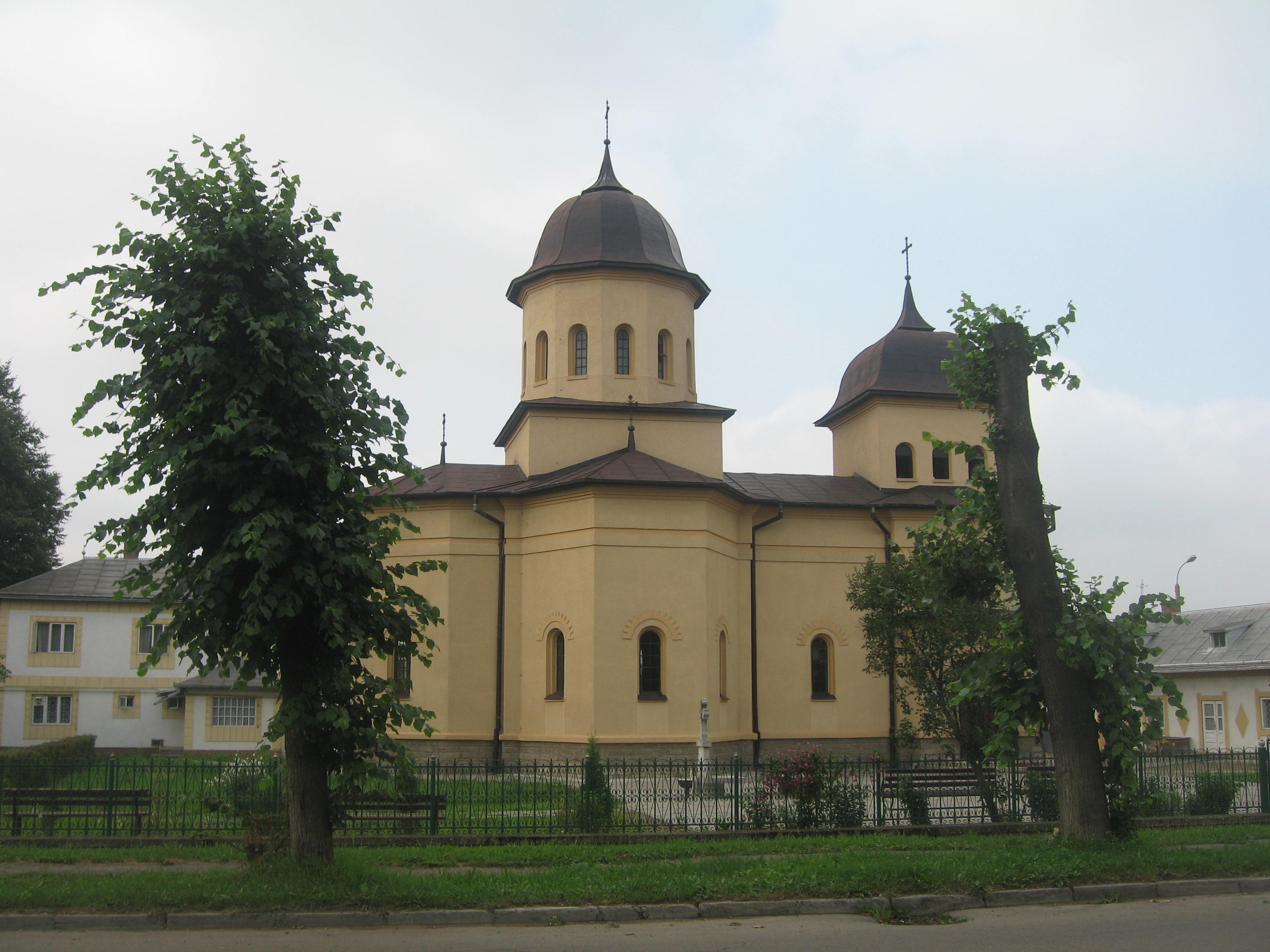
Biserica văzută dinspre nord
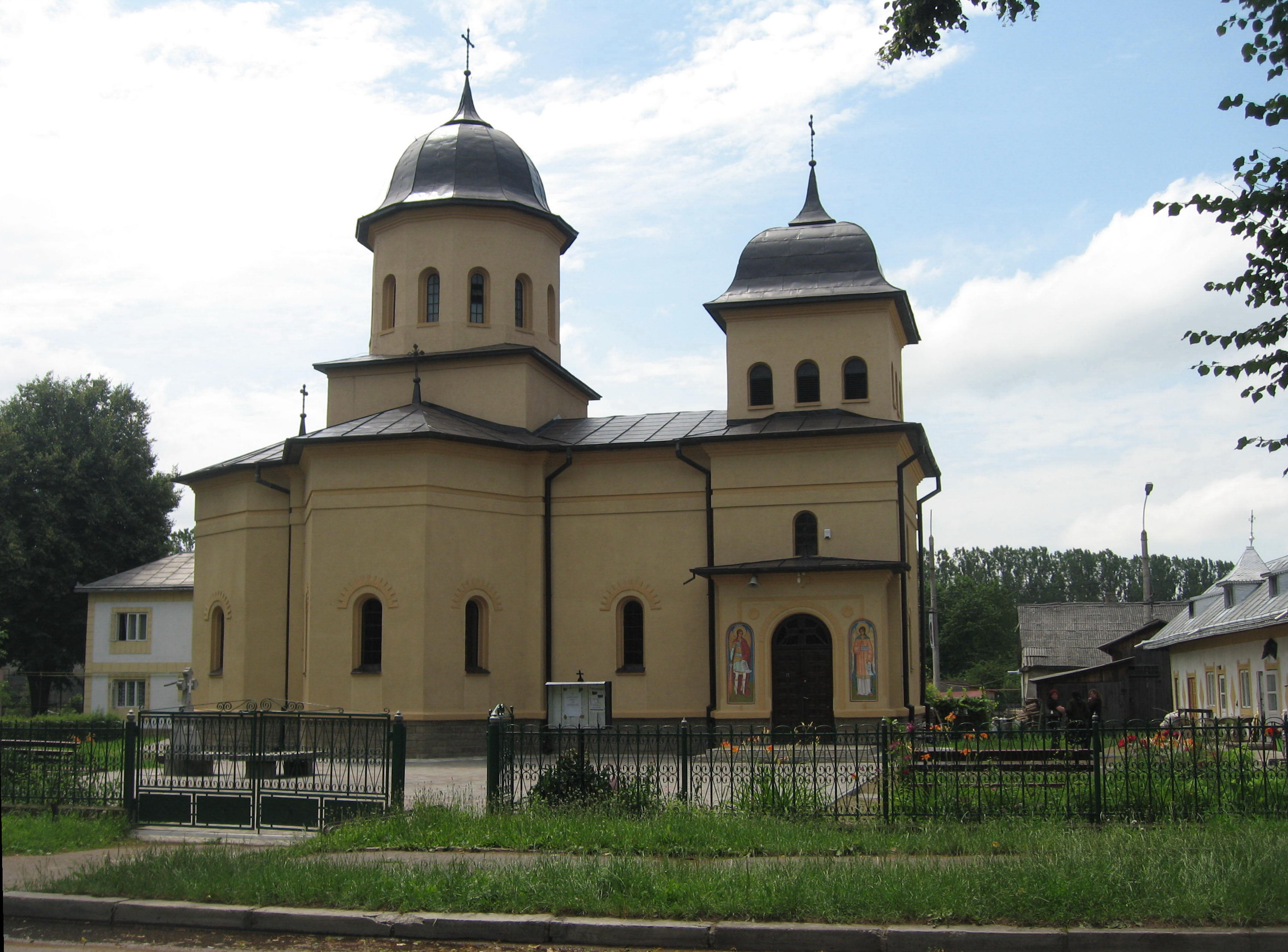
Biserica văzută dinspre nord
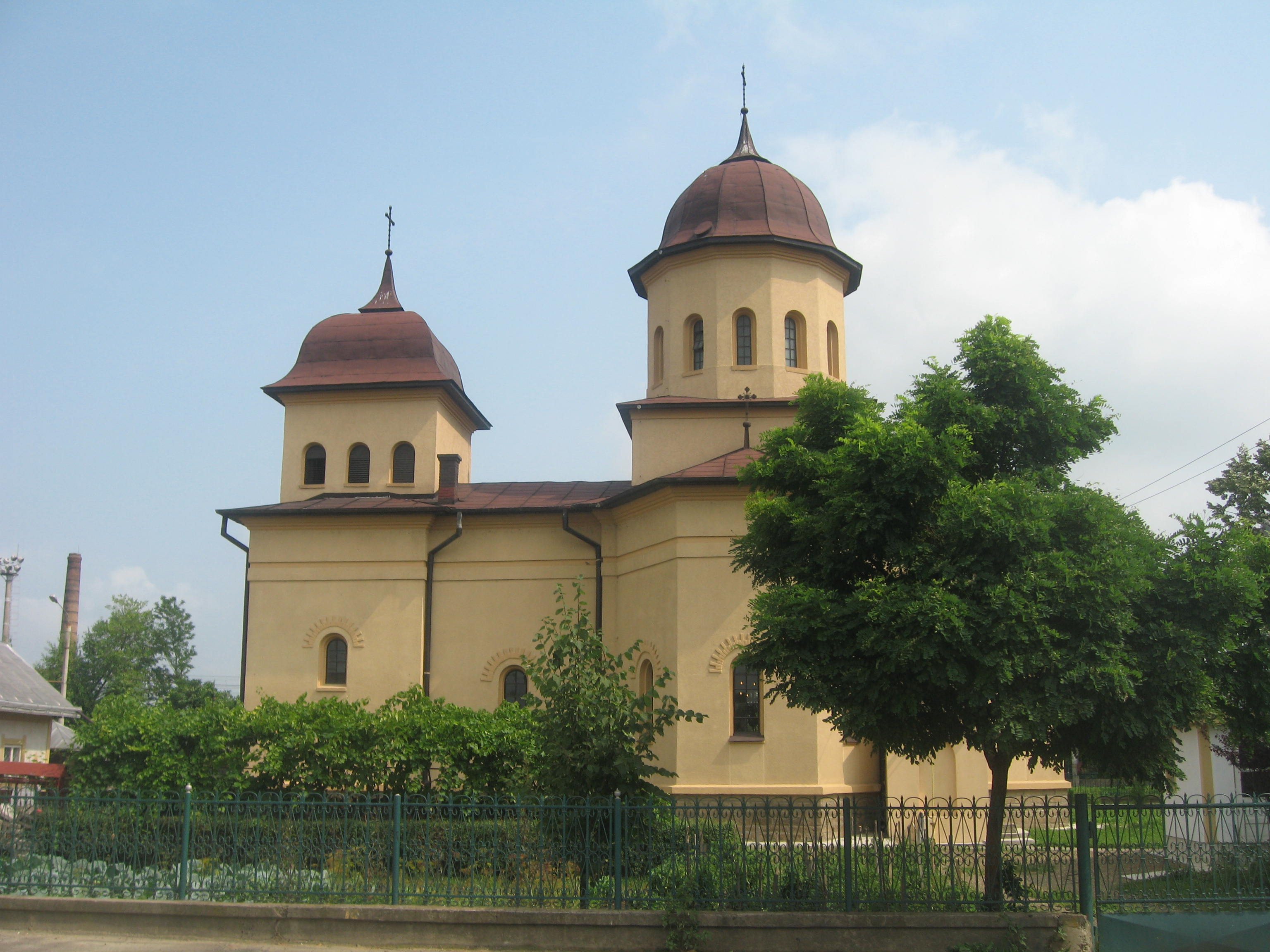
Biserica văzută dinspre sud
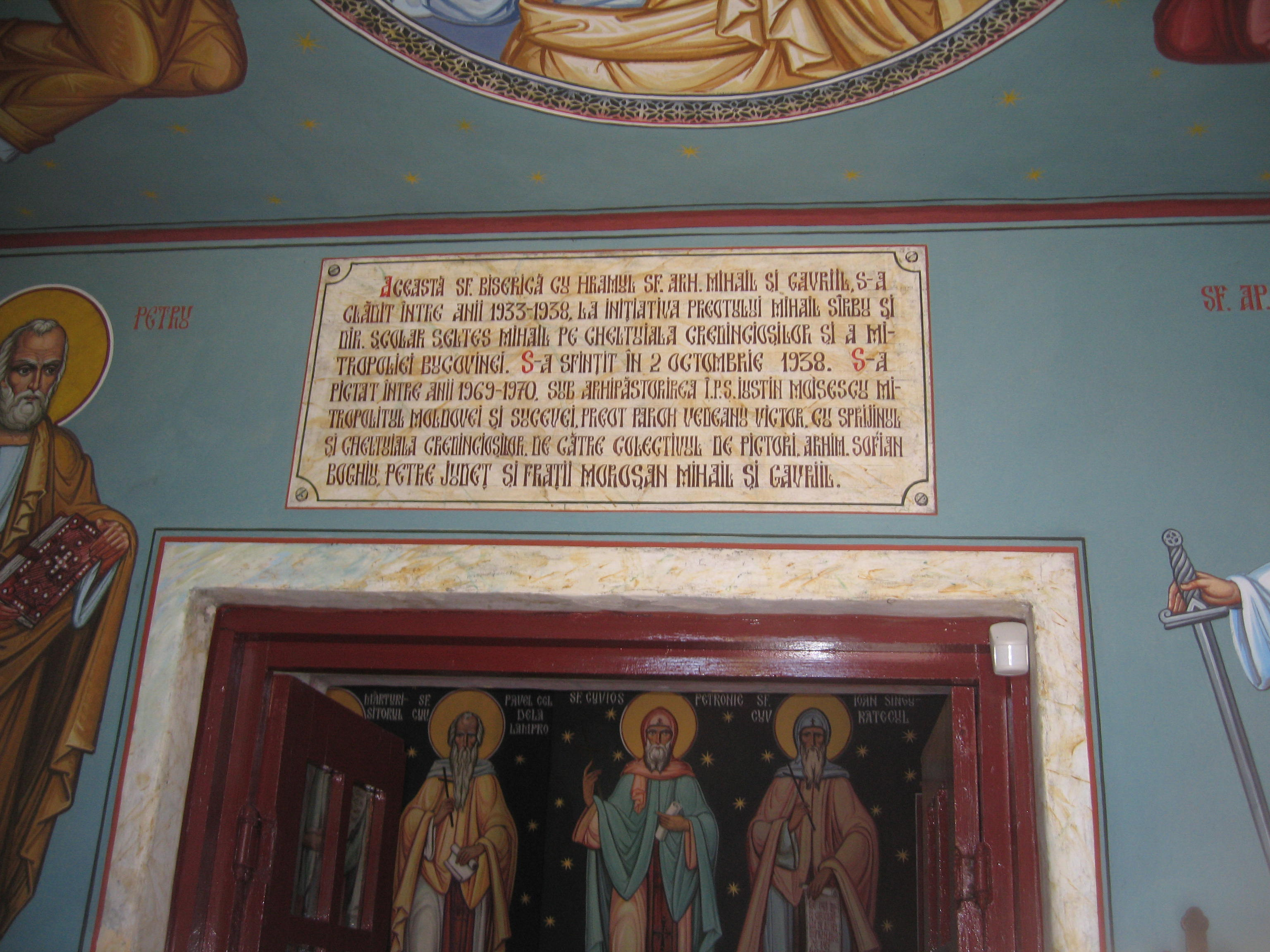
Pisania

## Vezi și
- Biserica Sfinții Apostoli din Ițcani